# Reederei Jens Jost
Die Reederei Jens Jost wurde ursprünglich 1874 von dem Reedereikaufmann Hans-Peter Jost in Flensburg gegründet und nach dessen Tod im Jahr 1887 von Jens Jost unter eigenen Namen weitergeführt. Aus dem Unternehmen ging die Schiffsmaklergesellschaft Christian Jürgensen und Brink & Wölffel hervor.

## Geschichte
In der Zeit vor der Jahrhundertwende zeigten die Dampfschiffe ihre Überlegenheit beim Frachttransport im Vergleich zu den Seglern sehr deutlich und erzielten enorme Gewinne. Daher war es für die Reeder in dieser Zeit einfach, eine Reederei zu gründen und Parten für einen Schiffsneubau zu finden, die sich am Gewinn oder Verlust eines Schiffes beteiligten.

### Gründung durch Hans-Peter Jost

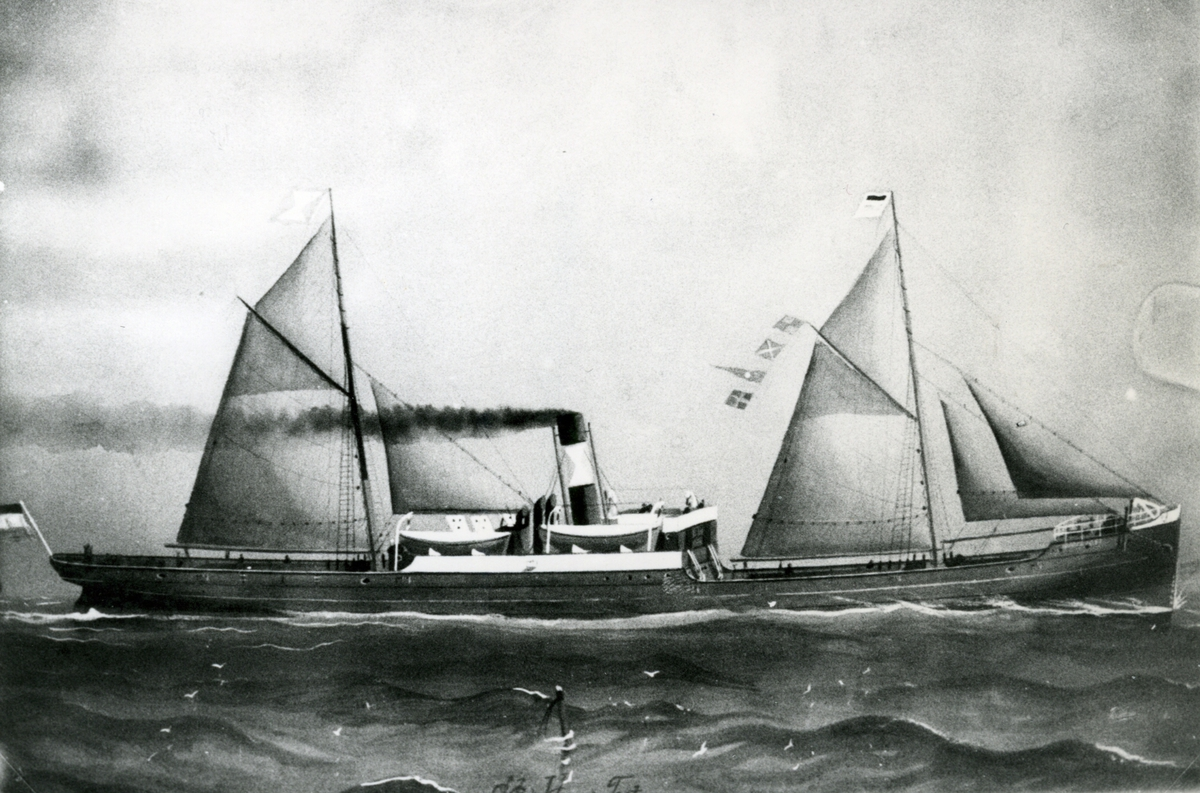
Die 1889 gebaute Hans Jost

Hans-Peter Jost orderte 1874 bei der Werft William Gray & Company in West Hartlepool einen 1000-BRT-Dampfer, der weitgehend durch Parten finanziert und im Frühjahr 1875 mit dem Namen Conatio abgeliefert wurde.
Im Jahr 1887 starb Hans-Peter Jost und sein Bruder, der Kapitän Jens Jost, der auch Schiffe der Reederei gefahren hatte und zudem Direktor der Flensburger Dampfschiffahrtsgesellschaft von 1869 (FDG von 1869) war, übernahm den Betrieb und führte ihn unter seinem Namen fort. Beide Reedereien zogen in eine Bürogemeinschaft am Flensburger Holm. Jens Jost nannte den nächsten Neubau, den er 1889 übernahm, nach seinem Bruder Hans Jost. 
Bereits 1854 war Jens Jost in das Flensburger Schiffergelag berufen worden und 1887 übernahm er das Amt eines der vier Ältermänner. Bis zu seinem Tod stand er als 1. Ältermann an der Spitze dieser altehrwürdigen Gilde der Schiffer.

### Ab 1900

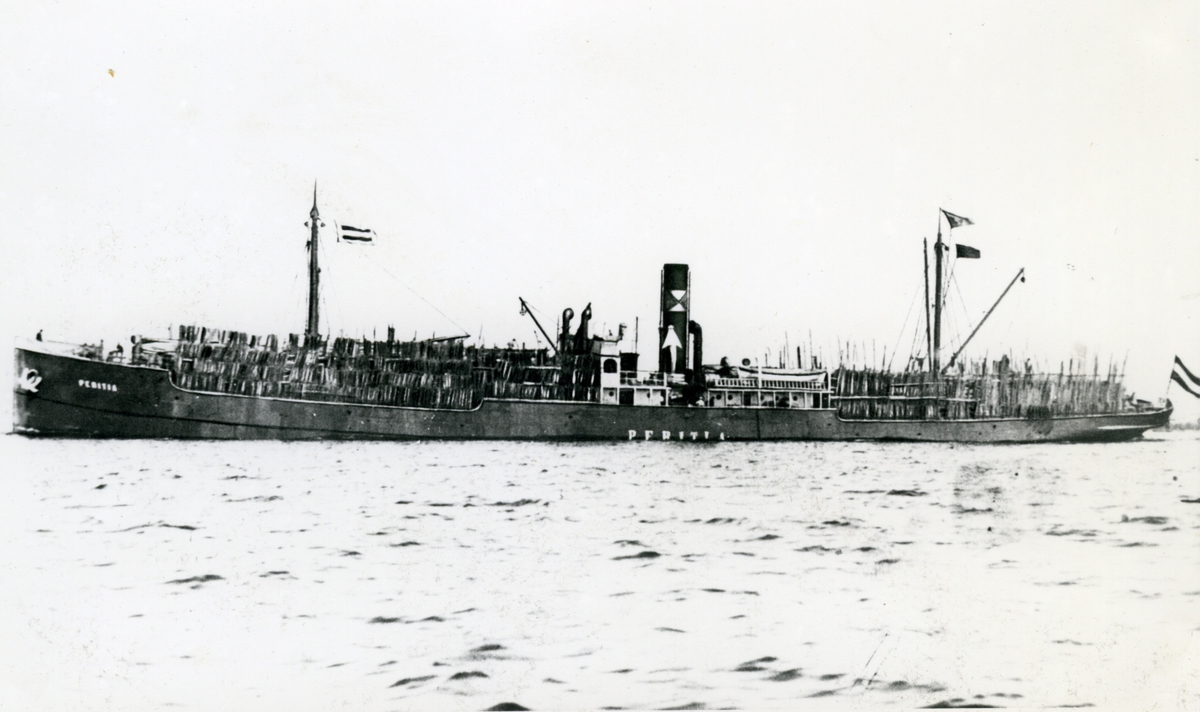
Die 1908 auf der Eiderwerft für Reederei Jost gebaute Peritia sank 1924

Am Anfang des 20. Jahrhunderts sanken die Frachtraten und viele Dampfer dieser Zeit, die vorwiegend als Drei-Luken-Schiffe gebaut wurden, waren ohne Fracht und wurden aufgelegt. Im Jahr 1903 trat Jens Jost die Geschäftsleitung an seinen Schwiegersohn, dem Kapitän Jörgen Brink, ab. Im selben Jahr wurden bei der Flensburger Schiffbau-Gesellschaft die Fiducia sowie bei Schömer & Jensen in Tönning mit der Gratia, J.L.Lassen und Peritia drei größere Schiffe mit fünf Luken geordert, deren Ablieferungen von 1903 bis 1908 erfolgten. Nach dem Tod von Jens Jost fiel das Unternehmen 1908 an Jörgen Brink, der es unter der Firmierung J. Jost weiterführte. Um 1910 fuhren fünf Dampfer für die Reederei. 
Im Jahr 1911 starb Jörgen Brink. Weil seine zwei Söhne zu jung waren, beauftragte die Witwe den Mitarbeiter Hanns Wölffel mit der Unternehmensleitung. Im und nach dem Ersten Weltkrieg wurde die Reederei J. Jost von Hanns Wölffel geführt und vorwiegend Holz und Kohle in der Ost- und Nordsee gefahren. Im Winter wurde das Fahrtgebiet auf das Mittelmeer und Schwarze Meer ausgedehnt. Im Jahr 1919 stieg Otto Brink, der Sohn von Jörgen Brink, in das Unternehmen ein. Die Hyperinflation erschwerte den Betrieb insbesondere im Jahr 1923 erheblich. Als Ersatz für die 1924 gesunkene Peritia kaufte die Reederei im selben Jahr die 1909 gebaute Constantia. Während der Weltwirtschaftskrise wurden Ende 1933 die Fiducia und die 1928 gebraucht erworbene Justitia in Flensburg verschrottet. Anschließend blieben nur die Gratia und Constantia in Fahrt.

### Zweiter Weltkrieg und danach

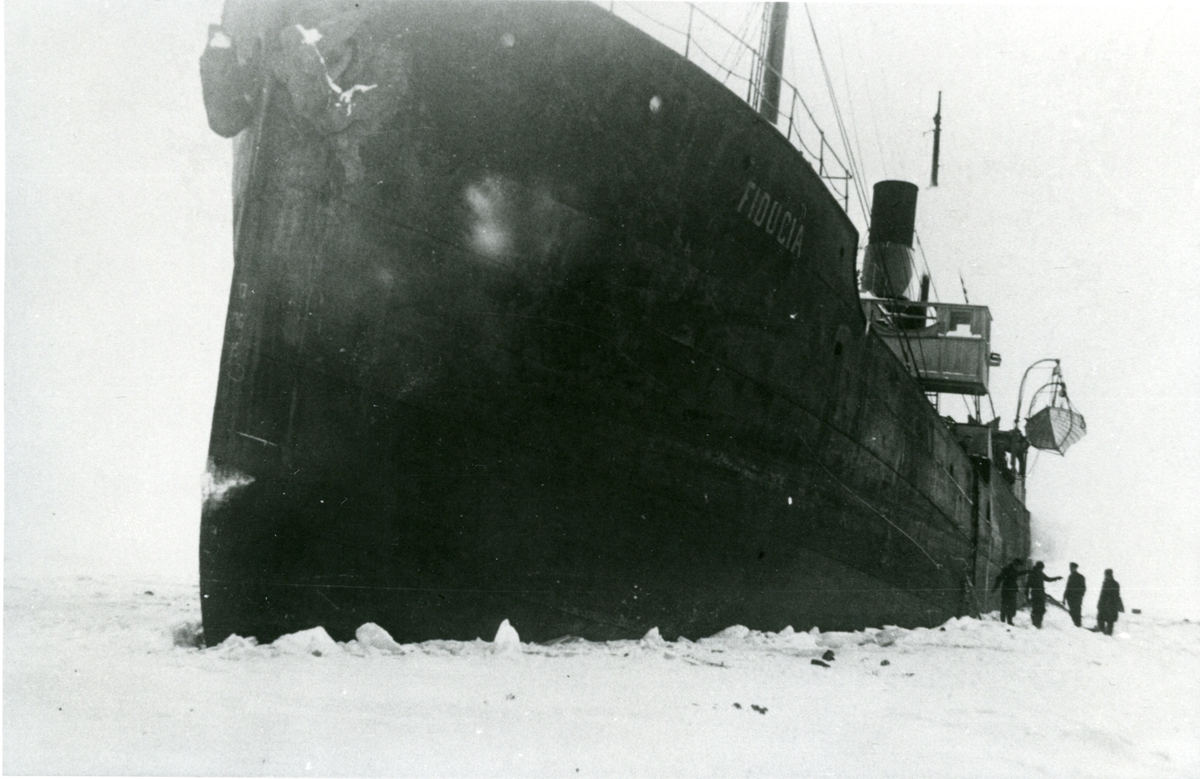
Die finnische Toras setzte die Reederei von 1940 bis 1942 als Fiducia ein

Als Ersatz für die am 17. Januar 1940 auf eine Seemine gelaufene und danach gestrandete Gratia wurde dem Unternehmen das finnische Prisenschiff Toras zur Verfügung gestellt, das den Namen Fiducia bekam und bis 1942 genutzt werden konnte. Im weiteren Verlauf des Zweiten Weltkriegs teilte man der Reederei zwei Hansa-A-Schiffe zu, von denen sie aber nur die 1944 gefertigte Licentia erhielt. Nach dem Krieg musste Otto Brink alle verbliebenen Schiffe abliefern. Ohne Schiffe übernahm er daher das um 1900 gegründete Schiffsmaklerunternehmen Friedrich Dahm in Flensburg, dessen Gründer gestorben war. Zusammen mit Kurt Wölffel, dem Sohn von Hanns Wölffel, firmierten sie als Brink & Wölffel und erledigten die Einklarierung der Flensburg anlaufenden Schiffe, vorwiegend dänische Kümos. Auch die Befrachtung gehörte zu ihren Aufgaben. Für einige aus dem Osten nach Flensburg geflüchteten Kümoreeder, die neue Firmen gründeten, fungierte die Maklerfirma Brink & Wölffel zunehmend als Korrespondenzreederei. Im Jahr 1952 stieg Jürgen Brink, der Sohn von Otto Brink, in das Flensburger Unternehmen ein. Nach dem Tod von Kurt Wölffel im Jahr 1954 führte er die Firma Brink & Wölffel in Flensburg allein weiter.

### Bremer Schiffahrtskontor Brink & Co in Bremen

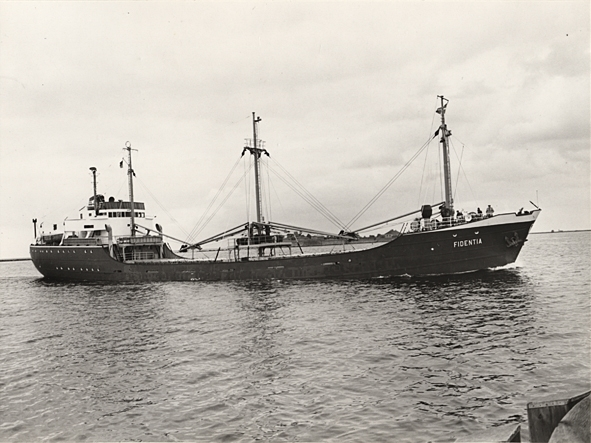
Die 1955 in Elsfleth gebaute Fidentia

Parallel zum Geschäft in Flensburg gründete Otto Brink im Jahr 1950 unter dem Namen Bremer Schiffahrtskontor Brink & Co eine neue Reederei in Bremen und begann mit dem aus England angekauften Dampfer Industria den Wiederaufbau seiner Flotte. Der Neubau Audentia kam 1954 von der Schiffbau-Gesellschaft Unterweser hinzu. Die Elsflether Werft lieferte mit den Kümos Fidentia, Prudentia und Contentia von 1955 bis 1957 drei weitere Neubauten. Die Schiffe wurden zum Teil durch Brink & Wölffel in Flensburg befrachtet und fuhren vorwiegend in der Ost- und Nordsee.
Der Bremer Reedereibetrieb wurde 1961 geschlossen und dessen Tätigkeitsbereiche vom Flensburger Stammunternehmen Brink & Wölffel übernommen. Die folgenden drei Neubauten Gratia, Fiducia und Laetitia, deren Eigner Ein-Schiffsgesellschaften waren, entstanden von 1967 bis 1968 auf der Werft Nobiskrug in Rendsburg. Kurz darauf wurden zwei Schiffe des Typs Deutscher Mehrzweckfrachter mit 15000 tdw beim Bremer Vulkan und der Rickmers-Werft bestellt. Die Ablieferung des ersten Schiffs, der Jens Jost, erfolgte im Dezember 1969. Der Rickmers Neubau wurde vor Fertigstellung an die Reederei Leonhardt & Blumberg veräußert, nachdem Jürgen Brink, der Sohn des Reeders Otto Brink, im Jahr 1969 verstorben war.

### Partner Atle Jebsen
Da es keine männliche Erben gab, wurde das Schiffsmaklerunternehmen Brink & Wölffel verkauft und der Reedereibetrieb mit dem norwegischen Partner Atle Jebsen (Bergen) in der 1971 gegründeten Reederei J. Jost GmbH fortgeführt, an der auch das Hamburger Deka Schiffahrtskontor Anteile hielt. Der Geschäftssitz der neuen Jost GmbH und die Bereederung blieben anfangs in Flensburg, während die Befrachtung nach Hamburg und Bergen verlagert wurde. Jebsen wurde später alleiniger Gesellschafter und ließ auch einen Teil seiner zulaufenden Neubauten in Deutschland mit J. Jost als Korrespondentreeder registrieren. Er verlegte 1975 den Sitz der Reederei von Flensburg nach Hamburg und übernahm 10 weitere Schiffe der norwegischen Muttergesellschaft Kristan Jebsen A/S in Bereederung. Bis Mitte der 1980er Jahre wurden diese Schiffe schrittweise an andere Unternehmen abgetreten. 